# Peter Brüll
Peter Brüll (* 10. September 1938 in Berlin; † 22. Oktober 2018) war ein deutscher Politiker (CDU). Er war von 1990 bis 1994 Mitglied im Landtag Sachsen-Anhalt.

## Ausbildung und Leben
Peter Brüll machte nach dem Besuch der Oberschule 1956 bis 1958 eine Ausbildung im meteorologischen und hydrologischen Dienst und arbeitete anschließend als Techniker. 1959/64 studierte er im Fernstudium an der Ingenieurschule für Wasserwirtschaft Magdeburg. Er belegte einen Meisterkurs für Fotografen mit Abschluss 1967 und besuchte 1968 bis 1973 die Agraringenieurschule in Naumburg mit dem Abschluss Agraringenieur. 1974 bis 1976 studierte er an der Bauingenieurschule Leipzig. 1958 bis 1964 arbeitete er bei der Wasserwirtschaftsdirektion Halle und ab 1964 beim VEB Wasserversorgung und Abwasserbehandlung Halle, später Mitteldeutsche Wasser- und Abwasser GmbH (MIDEWA).
Peter Brüll war evangelisch. Er war verheiratet und hat zwei Söhne.

## Politik
Peter Brüll war seit 1969 Mitglied der DBD. Nach der Wende gehörte er Oktober 1989 bis Mai 1990 der unabhängigen Bürgerkommission gegen Willkür und Gewalt in Halle an. Im Januar 1990 wurde er in den Landesvorstand der DBD gewählt. Durch die Fusion DBD/CDU war er seit Juli 1990 Mitglied der CDU. Er wurde bei der ersten Landtagswahl in Sachsen-Anhalt 1990 im Landtagswahlkreis Halle, Neustadt I (WK 34) direkt in den Landtag gewählt.

## Gewerkschaftliches Engagement
Ab April 1990 war er Betriebsratsvorsitzender in der MIDEWA GmbH und ab Mai 1990 Vorsitzender des Gesamtbetriebsrates.